# Bejeweled Blitz
Bejeweled Blitz es un videojuego de rompecabezas, originalmente una aplicación de Facebook que fue desarrollada y publicada por PopCap Games; desde 2009, Electronic Arts asumió el cargo de publicación y distribución después de que EA adquiriera PopCap. Se convirtió en un juego descargable, basado en el motor Bejeweled 3 en desarrollo, debido a la popularidad de las diferencias con Bejeweled 2 y sus nuevos gráficos. Al igual que con la serie Bejeweled, Bejeweled Blitz se basa en la mecánica del juego Shariki. Es el cuarto juego de la franquicia Bejeweled e inicialmente estaba disponible en iOS como parte de la aplicación iOS Bejeweled 2 , más adelante con una aplicación iOS independiente. Luego, el juego se lanzó en dispositivos Android.

## Jugabilidad
El objetivo de Bejeweled Blitz es combinar gemas y multiplicadores para obtener la puntuación más alta posible en un minuto. Al conectarse con Facebook, los jugadores pueden competir con otros por una puntuación alta en las tablas de clasificación. El jugador puede equipar potenciadores (que anteriormente requerían monedas para usar hasta el rediseño, donde los potenciadores ahora son de uso gratuito) que le dan al jugador potenciadores que puede usar en el juego, y gemas raras, potenciadores especiales que puede cambiar el juego (por ejemplo, gemas explosivas especiales, gemas que destruyen otras gemas en diagonal, etc.).
La pantalla principal del juego es una cuadrícula de gemas de 8 x 8. Los jugadores forman filas de tres intercambiando gemas con gemas adyacentes. Cuando se hace una combinación, las gemas emparejadas desaparecen y más gemas caen en el tablero desde arriba. Se pueden crear gemas especiales haciendo combinaciones de cuatro o más. Los jugadores ganarían un valor base de 250 puntos por cada partida y si los jugadores igualan las gemas lo suficientemente rápido tres veces, ganarán un bono de velocidad, que agrega el bono a la base comenzando con 200 y continuando hasta 1000 para nueve velocidades, fósforos, que desbloquea el medidor de ignición. Si son lo suficientemente rápidos y cuando el medidor está lleno, entonces ocurriría una habilidad especial conocida como Blazing Speed. Durante Blazing Speed, el campo de juego ardería y cada partido hecho explotaría y destruiría las gemas circundantes (similar a una Flame Gem). Si un multiplicador se combina con otras dos gemas, el valor de los puntos aumentará a medida que avanza el juego, comenzando por 2x. Después de un minuto, los jugadores recibirían un bono al final del juego conocido como Last Hurray. Cuando eso suceda, todas las gemas especiales y multiplicadores se eliminarán del tablero. El bono Last Hurray luego se agregaría al subtotal del jugador, lo que le da el gran total del juego. Dependiendo del progreso del jugador, recibirá una medalla de estrella. Recibirían 25 000 puntos por el primero, 50 000 por el segundo y así sucesivamente hasta 10 000 000 o más. También hay Coin Gems. Cada vez que se empareja una Gema Moneda, se agregarán 100 monedas al banco del jugador. Además, el jugador recibiría cinco veces su valor base.
A diferencia de los juegos anteriores de la serie, Bejeweled Blitz permite al jugador intercambiar gemas mientras las gemas de partidos anteriores siguen cayendo.
Las características fuera del juego normal en las versiones para dispositivos móviles y Facebook incluyen un giro diario, que le permite al jugador ganar artículos o monedas del juego, misiones y un desafío diario, que tiene nuevos desafíos todos los días.

## Bejeweled Blitz LIVE
Bejeweled Blitz LIVE es un port para consolas de Bejeweled Blitz. El juego fue desarrollado por Torpex Games y fue lanzado como título descargable para Xbox 360 el 3 de marzo de 2011.
Bejeweled Blitz LIVE incluye funciones exclusivas, incluido un VS sin conexión. modo que se puede jugar hasta 2 jugadores, modo de un VS en línea y un modo fiesta que se puede jugar hasta 16 jugadores. Una de las características únicas del juego es la posibilidad de jugar en el modo Twist, que se reproduce de forma similar a Bejeweled Twist. A diferencia del juego original, las gemas se pueden girar en sentido antihorario.